# Kemiska sällskapet
Kemiska sällskapet i Stockholm instiftades 1907 av Hans von Euler-Chelpin genom ombildning av Kemistföreningen vid Stockholms högskola (grundad 1892), vilken hade omfattat endast kemister tillhörande nämnda högskola som lärare eller lärjungar, och antog namnet Kemiska sällskapet 1908.
Sällskapet hade till ändamål att diskutera vid sina sammanträden vetenskapliga spörsmål och att befordra vetenskapliga intressen inom kemins område. Sällskapet utdelade även Scheelemedaljen. Enligt von Euler-Chelpins egen utsago var instiftandet av sällskapet en del av arbetet med att stärka hans egen ställning och han förblev dess ordförande från 1907 till sin död 1964.